# Himno nacional de Guyana
Dear Land of Guyana, of Rivers and Plains (en español: Querida tierra de Guyana, de ríos y planicies) es el himno nacional de la República Cooperativa de Guyana. Dicha composición fue seleccionada entre varios participantes en 1966, siendo su texto obra de Archibald Leonard Luker y la música composición de Robert Cyril Gladstone Potter.

## Letra en inglés
Dear land of Guyana, of rivers and plains
Made rich by the sunshine, and lush by the rains,
Set gem-like and fair, between mountains and seas,
Your children salute you, dear land of the free.
Green land of Guyana, our heroes of yore,
Both bondsmen and free, laid their bones on your shore.
This soil so they hallowed, and from them are we,
All sons of one mother, Guyana the free.
Great land of Guyana, diverse though our strains,
We're born of their sacrifice, heirs of their pains,
And ours is the glory their eyes did not see,
One land of six peoples, united and free.
Dear land of Guyana, to you will we give,
Our homage, our service, each day that we live;
God guard you, great mother, and make us to be
More worthy our heritage, land of the free.

## Traducción en Español
Querida tierra de Guyana, de ríos y llanos.
Enriquecida por el sol y exuberante por las lluvias,
Situada preciosa y justa, entre montañas y mares,
Tus hijos te saludan, querida tierra de los libres.
Tierra verde de Guyana, nuestros héroes de antaño,
Tanto los esclavos como los libres, pusieron sus huesos en tu orilla.
Así santificaron este suelo, y de ellos provenimos,
Todos hijos de una madre, Guyana, la libre.
Gran tierra de Guyana, aunque diversos en nuestras razas,
Nacimos de tu sacrificio, herederos de tus dolores,
Y es nuestra la gloria que sus ojos no vieron,
Una tierra de seis pueblos, unida y libre.
Querida tierra de Guyana, a ti te entregaremos,
Nuestro homenaje, nuestro servicio, cada día que vivamos;
Dios te proteja, gran madre, y haga que sea
Más digno nuestro legado, tierra de los libres.